# Zuordnungsforschung
Die Zuordnungsforschung (auch Attributionsforschung) als Teil der Klimatologie untersucht und bewertet die relativen Beiträge verschiedener kausaler Faktoren zu einer Klimaveränderung oder einem Ereignis. 
Für die bewerteten Beiträge wird eine statistische Sicherheit bestimmt. Von besonderem Interesse ist der Einfluss des menschengemachten Klimawandels auf extreme Wetterereignisse. Die Zuordnungsforschung kann u. a. wissenschaftliche Belege für den Beitrag des anthropogenen Treibhauseffekts auf die Veränderung des Risikos extremer Wetterereignisse liefern. Sie erlaubt – unter der Voraussetzung, dass ausreichend Daten vorliegen und sich die untersuchten Extremereignisse realitätsnah simulieren lassen – für ein konkretes Extremwetterereignis die Feststellung, inwiefern dieses Ereignis „natürlichen Ursprungs“ ist oder aber mit einer festzustellenden Wahrscheinlichkeit der vom Menschen verursachte Klimawandel hierfür verantwortlich ist.

## Geschichte
Bei der Zuordnungsforschung handelt es sich um eine noch recht junge Disziplin. Noch in den 1990er- und 2000er-Jahren war es kaum möglich, die Rolle des Klimawandels bei einem konkreten Wetterereignis (z. B. einem Sturm) einzuschätzen; es war mithilfe von Klimamodellen lediglich die Vorhersage möglich, dass solche Ereignisse vermehrt auftreten würden. Innerhalb des letzten Jahrzehnts hat sich die Zuordnung extremer Wetter- und Klimaereignisse so von einer theoretischen Möglichkeit zu einem eigenständigen Teilgebiet der Klimawissenschaft entwickelt, das regelmäßig und unter Verwendung einer Reihe von Ansätzen wissenschaftliche Belege für die Rolle des anthropogenen Klimawandels bei einzelnen extremen Wetterereignissen liefert. Mithilfe der Zuordnungsforschung ist nun die Bestimmung der Wahrscheinlichkeit konkreter Wetterereignisse möglich. Dies gilt für die Prognose von Ereignissen, indem Orte identifiziert werden können, an denen Waldbrände, Schlammlawinen und Fischsterben wahrscheinlicher geworden sind.
Einen federführenden Beitrag zur Entwicklung der Disziplin leistete die Klimaforscherin Friederike Otto.

## Beispiel
Richard A. Betts, Chair in Climate Impacts an der University of Exeter, gibt 2021 folgendes Beispiel für die Errungenschaften der Zuordnungsforschung an: Im Jahr 2019 erreichten oder überstiegen die Tageshöchsttemperaturen in mehr als 24 Städten im Südwesten Chinas historische Rekorde. In der Provinz Yunnan verursachte eine schwere Dürre von März bis Juni einen Trinkwassermangel bei 2 Millionen Menschen und Ernteausfälle auf mindestens 13.500 Quadratkilometern Ackerland mit einem unmittelbaren wirtschaftlichen Verlust von etwa 6,6 Milliarden Yuan. Die Wahrscheinlichkeit für ein gleichzeitiges Auftreten solch extrem heißer und trockener Bedingungen ist aufgrund des anthropogenen (menschengemachten) Klimawandels um etwa 43 % höher. Bei einem Waldbrand in der Region kamen 31 Feuerwehrleute ums Leben. Die Bedingungen für solche Brände wurden durch den Klimawandel etwa siebenmal wahrscheinlicher. Solche Berechnungen sind mit der Zuordnungsforschung möglich.

## Methoden
Unterschiedliche Ansätze und damit unterschiedliche Ausformungen der Frage der Zuordnung führen zu sehr unterschiedlichen Abschätzungen der Rolle des vom Menschen verursachten Klimawandels. Zum Verständnis der Veränderung der Gesamtrisiken von Extremereignissen in einer sich überhitzenden Welt sind sowohl eine thermodynamische Perspektive als auch ein Verständnis für Veränderungen der atmosphärischen Zirkulation erforderlich.

## Zukünftige Forschung
Obwohl es keinen „richtigen“ oder „falschen“ Ansatz gibt, diskutiert die Wissenschaftsgemeinschaft über die geeigneten Methoden, um den unterschiedlichen Bedürfnissen der Anspruchsberechtigten und Schranken der Wissenschaft gerecht zu werden. Die Bewältigung dieser Schranken mithilfe einer gründlicheren Modellbewertung und aussagekräftiger Fehlerkorrekturen sowie die Überwindung der meteorologischen Gefahren und die Zuordnung der vollständigen Auswirkungen extremer Wetterbedingungen sind die Hauptherausforderungen für die anstehende Forschung der kommenden Jahre.

## Einsatz in der Planung
Eine besondere Bedeutung kommt der Zuordnungsforschung in der öffentlichen Planung zu. Beispielsweise sind Eisenbahn- und Stromverteilungsnetze so ausgelegt, dass sie bestimmten Temperaturen standhalten. Im Vereinigten Königreich ist z. B. festgelegt, dass eine Eisenbahnstrecke Temperaturen bis zu 39 °C standhalten muss. Mithilfe der Zuordnungsforschung ist es möglich, die Wahrscheinlichkeit zu ermitteln, wie häufig in Zukunft Temperaturen über 40 °C auftreten werden, und in der Tat hat sich diese Wahrscheinlichkeit durch den menschengemachten Klimawandel deutlich erhöht. Insofern müssen derartige Gesetze zukünftig angepasst werden. Ähnliches gilt für Gebäudevorschriften und für den Städtebau.

## Einsatz in Gerichtsverfahren
Ergebnisse der Zuordnungsforschung lassen sich auch in Gerichtsverfahren verwenden, etwa wenn Unternehmen oder Regierungen von Bürgern wegen deren Rolle in der Klimakrise verklagt werden: Gerichte können bei der Entscheidungsfindung nun derartige Ergebnisse als objektive, maßgebliche wissenschaftliche Beweise einfließen lassen. Allerdings zeigte eine 2021 veröffentlichte Untersuchung von 73 Gerichtsverfahren auf, dass die darin vorgelegten Beweise für kausale Zusammenhänge zwischen Treibhausgasemissionen der Beklagten und deren Folgen erheblich hinter dem aktuellen Stand der Klimawissenschaft zurückbleiben; so werden insbesondere die Ergebnisse der Zuordnungsforschung, mit der sich Kausalitäten belegen ließen und so Entschädigungszahlungen bei Versäumnissen beim Klimaschutz ermöglichen würden, bislang nur unzureichend in Gerichtsverfahren berücksichtigt.